# Semana Santa

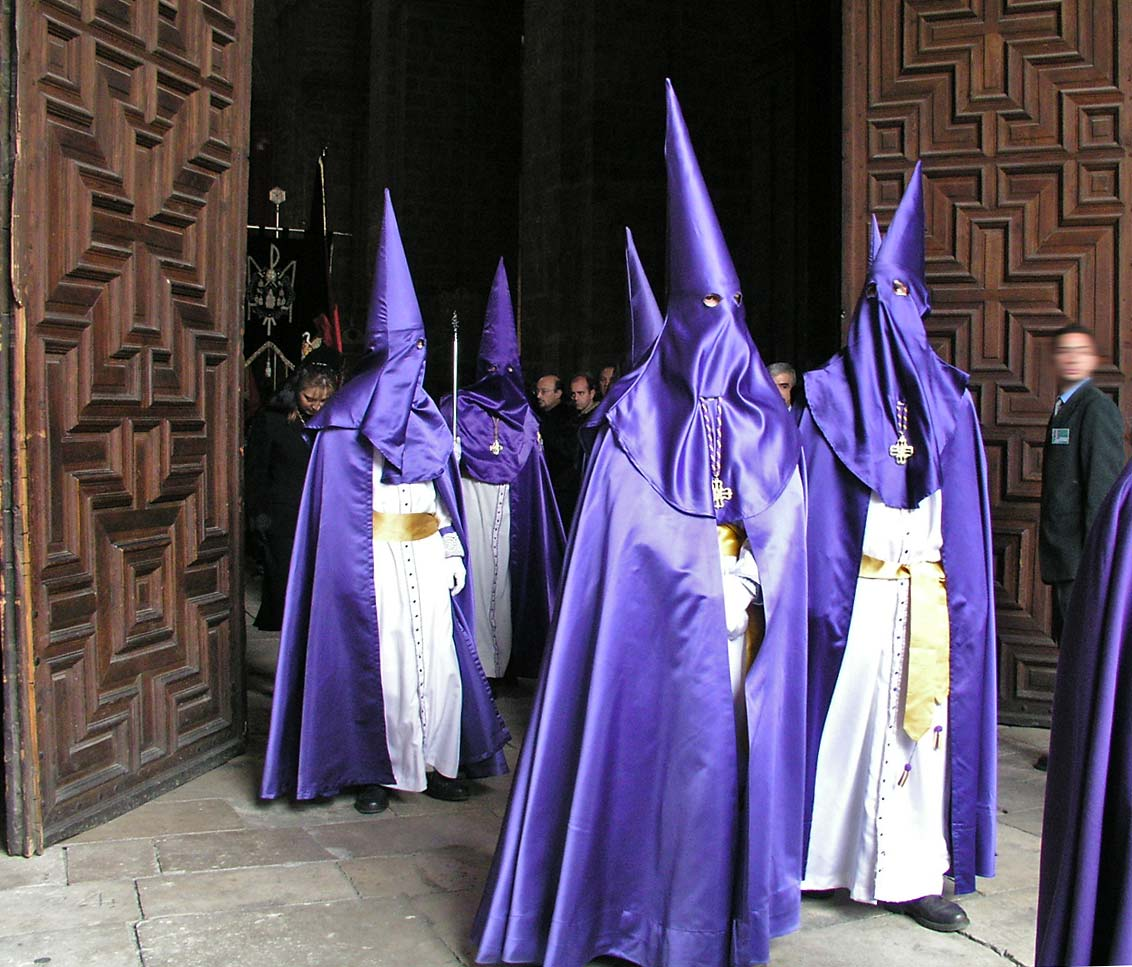
Capuchones vor der Kathedrale in Valladolid

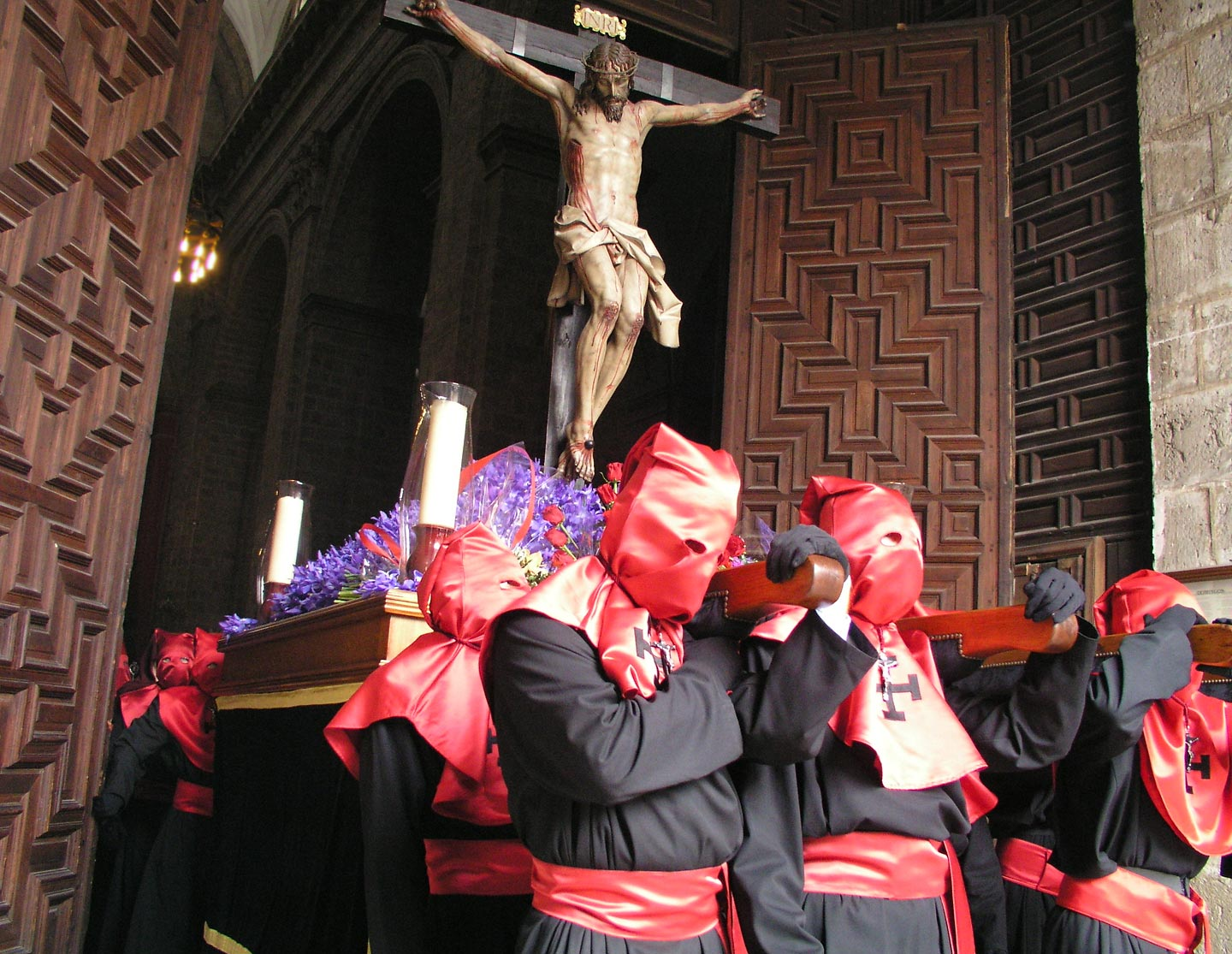
Ein Paso wird aus der Kathedrale von Valladolid getragen

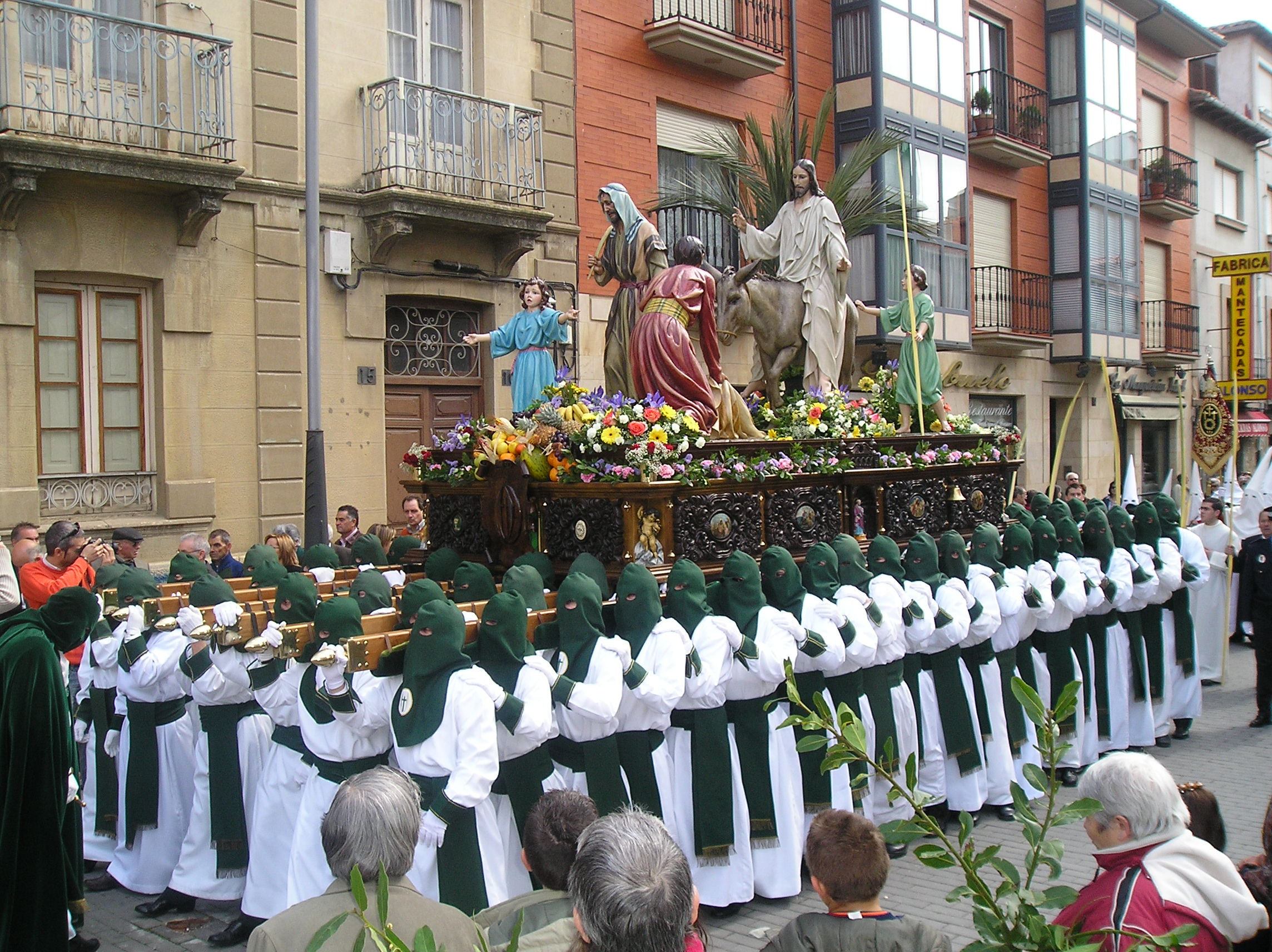
Palmsonntagsprozession in Astorga

Semana Santa („Heilige Woche“) ist die spanische Bezeichnung für die Karwoche. Sie wird vielerorts mit großem Aufwand als eine der zentralen Festlichkeiten des Kirchenjahres begangen und gilt insbesondere in den katholisch geprägten Ländern des spanischsprachigen Raums als Manifestation einer tief empfundenen und im Brauchtum verwurzelten Volksfrömmigkeit.

## Verbreitung
Innerhalb Spaniens am bekanntesten ist sicherlich die Semana Santa in Andalusien, wo sie unter großer Anteilnahme der Bevölkerung begangen wird. Aber auch in den anderen Regionen Spaniens und Ländern wie Kolumbien, Ecuador, Peru, Mexiko, Venezuela und Guatemala, die einstmals unter spanischer Kolonialherrschaft standen, hat sich die Tradition der Prozessionen zur Feier der Karwoche ebenfalls etabliert. Ähnliche Traditionen gibt es auch in Tarent in Süditalien, sowie auf der Insel Hvar in Kroatien, mit ihrer aus dem 16. Jahrhundert stammenden Kreuzprozession.
Wegen ihrer Bedeutung für den Tourismus sind in Spanien neben Sevilla die Prozessionen von Málaga, Cuenca, Cartagena, Salamanca, León, Zamora, Valladolid, Lorca und Hellín offiziell als „von internationalem touristischem Interesse“ anerkannt.

## Die Prozessionen

Büßer mit Holzkreuzen in Sevilla

Prozessionen finden während der gesamten Karwoche statt, die Hauptprozession ist jedoch in der Regel am Karfreitag. Zu jeder Prozession gehören mehrere hundert bis zu über tausend teilnehmende Personen. Die Prozessionen setzen sich meist aus den Pasos mit ihren Trägern und Begleitern, den Nazarenos und Penitentes, und Musikkapellen bzw. Trommlergruppen zusammen.
Die Prozession beginnt in der Kirche der Heimatgemeinde der jeweiligen Bruderschaft. Ziel ist die Strecke, die für die Erfüllung des Bußaktes vorgeschrieben ist. Diese Strecke ist genau festgelegt und für alle Bruderschaften einer Stadt gleich. In Granada ist das die Strecke vom Rathausplatz zur Kathedrale, durch das Hauptportal in die Kathedrale hinein, bis vor den Altar, seitlich an der Puerta del Perdón (Tür der Vergebung) aus der Kathedrale heraus. Danach zieht die Prozession zur Ausgangskirche zurück.
Die Bevölkerung betrachtet oder begleitet die Prozessionen mit besonderem Augenmerk auf die Pasos und in relativer Stille. Etwas lauter geht es bei zwei der bekanntesten Prozessionen in Sevilla zu. Deren Marienstatuen, die Virgen de la Esperanza Macarena und die Esperanza de Triana, teilen die Bevölkerung Sevillas geradezu in zwei „Fanlager“. In manchen Orten, darunter Granada, gibt es auch Schweigeprozessionen, während denen die Straßenbeleuchtung ausgeschaltet wird. Zur Beleuchtung dienen dann nur noch die von den Teilnehmern der Prozession getragenen Kerzen.
In Andalusien werden die Prozessionen von Hermandades (auch Cofradías genannt, Bruderschaften) genannten Vereinigungen organisiert. Diese sind hierarchisch strukturiert und in der Regel der Kirchengemeinde eines Stadtteils angeschlossen, in dem sie ganzjährig nicht nur religiöse, sondern auch vielfältige soziale Aufgaben übernehmen.

### Pasos

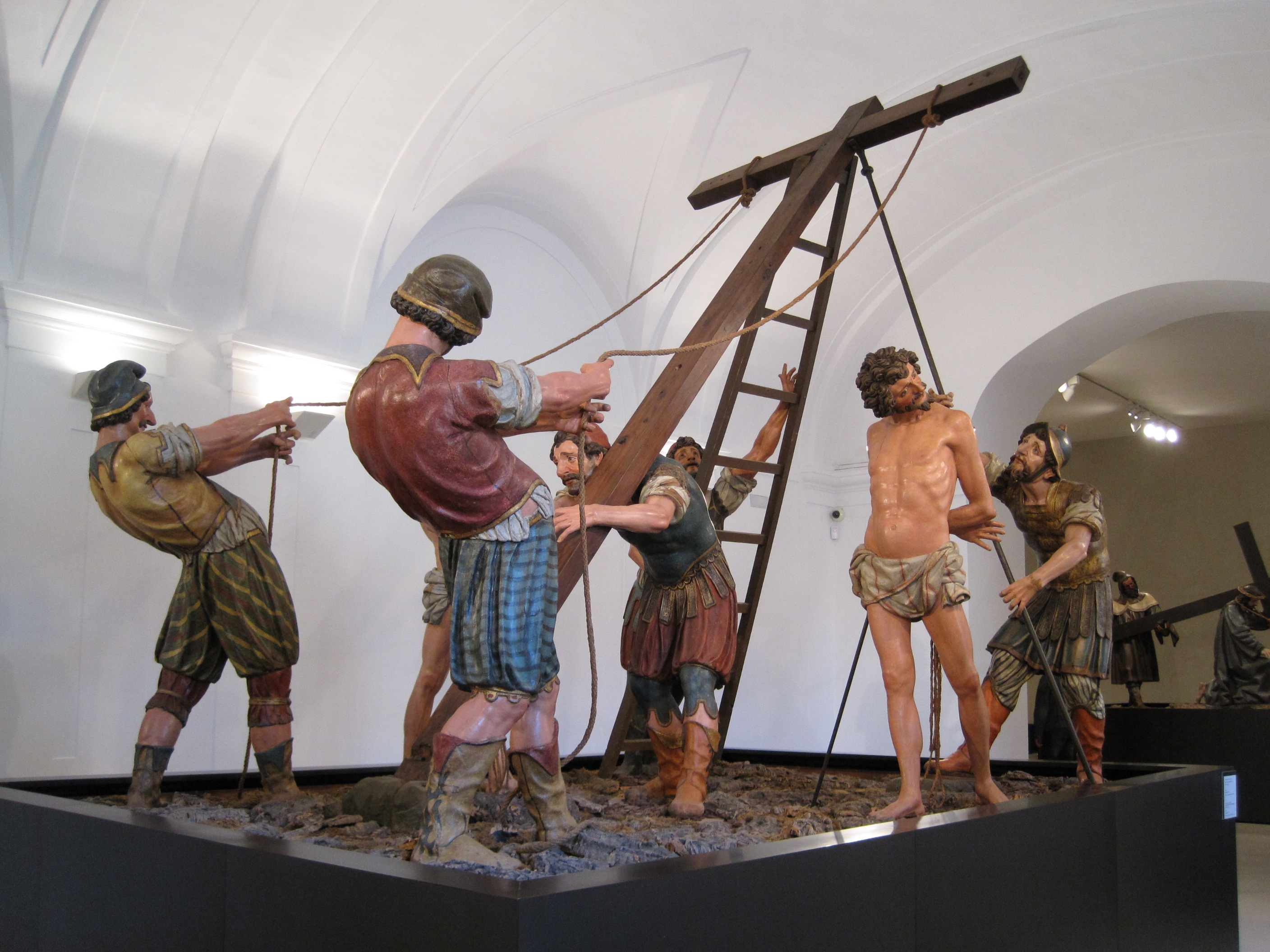
Francisco de Rincón: Kreuzaufrichtung, 1604, polychromiertes Holz, Museo Nacional de Escultura, Valladolid

Wichtiger Bestandteil der Prozessionen sind die Pasos. Dabei handelt es sich um tischförmige Konstruktionen, die eine Marienstatue oder eine Szene des Kreuzwegs mit Jesusstatue zeigen. Sie werden von Trägern (Costaleros), Mitgliedern der Hermandades, auf Schultern getragen. Mitunter befinden sich die Träger dabei unter den Konstruktionen. Wegen der Seitenbehänge aus Stoff können die Träger die Umgebung dann nicht sehen. Kommandos für die Richtung und das Tempo werden von Begleitern gerufen. Kommandos für das gleichzeitige Absetzen und Anheben der Konstruktionen werden durch Klopfzeichen gegeben.
Ab dem 17. Jahrhundert werden für die Pasos große polychrome Holzfiguren geschaffen. Eine der ersten solchen Gruppen ist eine Kreuzaufrichtung von Francisco de Rincón in Valladolid. Später schuf unter anderen Gregorio Fernández weitere Gruppen.
In Málaga sind die prozernierenden tronos mit teilweise über 4 Tonnen Gewicht besonders mächtig und eindrucksvoll. Sie werden (anstelle der sonst üblichen Costaleros, siehe nachfolgender Abschnitt) von bis zu 250 Hombres de trono getragen, die von den so genannten Nazarenos begleitet werden. In der Regel besteht ein Zug aus zwei tronos: einer Marienfigur und einer Kreuzwegstation.

### Personal der Prozession

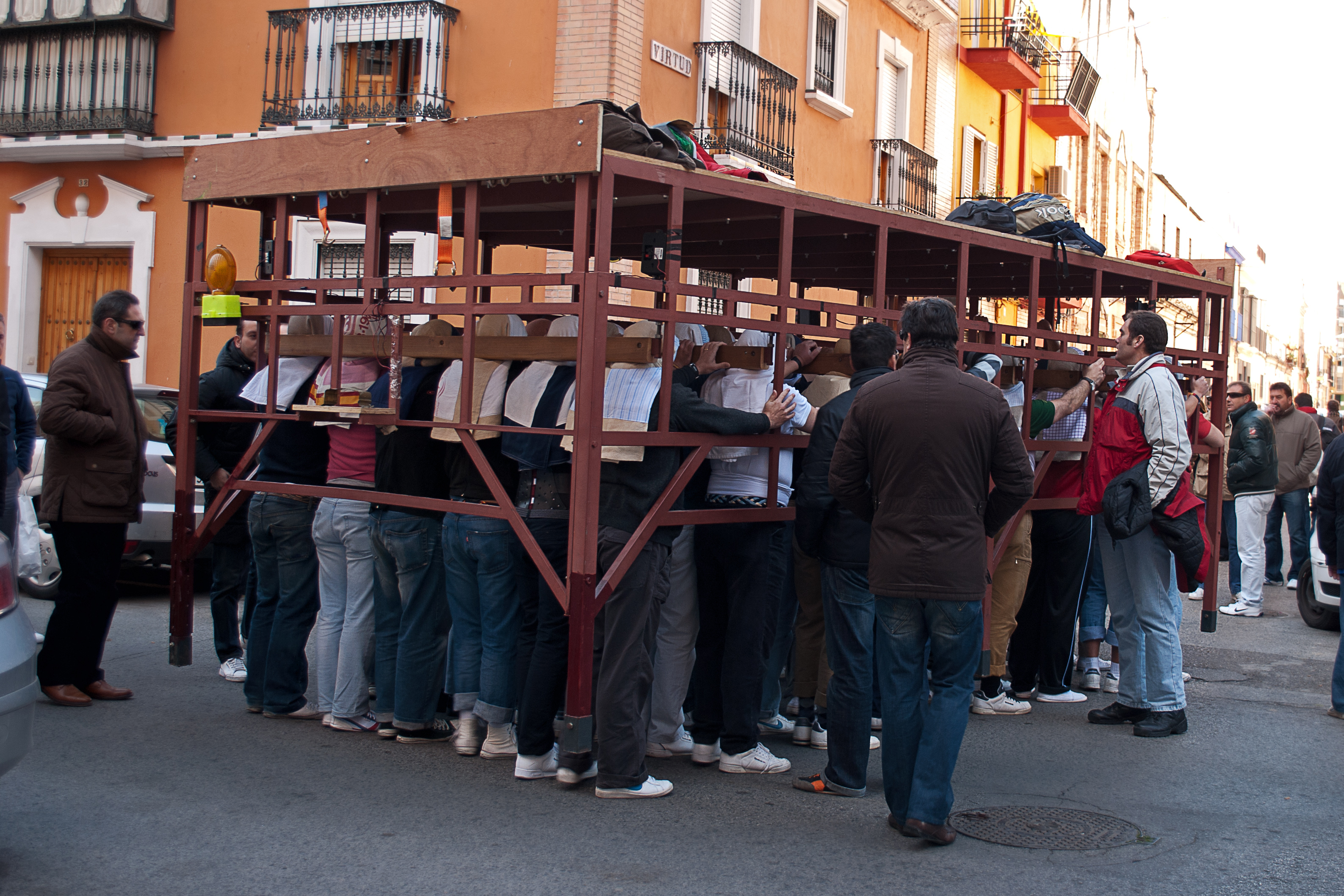
Costaleros aus Sevilla üben das Tragen eines Paso

Unter den aktiven Teilnehmern einer Prozession unterscheidet man nach ihrer Funktion drei Gruppen:
- Costaleros: Die Träger der Pasos. Etwa 35 bis 50 von ihnen tragen jeden Paso und wechseln sich dabei regelmäßig ab. Sie schützen ihren Kopf mit einer Baumwollmütze, dem costal (Sacktuch).
- Nazarenos: die Büßer mit der charakteristischen Spitzhaube (Ketzermitra, spanisch: caroza). Je nach Dauer ihrer Zugehörigkeit zur Bruderschaft gehen sie mit mehr oder weniger Abstand zu einem der Pasos und tragen Kerzen oder andere Insignien.
- Penitentes: Büßer, die ein Holzkreuz auf der Schulter tragen. Wie die Nazarenos sind auch sie mit der Túnica bekleidet, jedoch hängt die Haube nach hinten.

## Lokale Besonderheiten

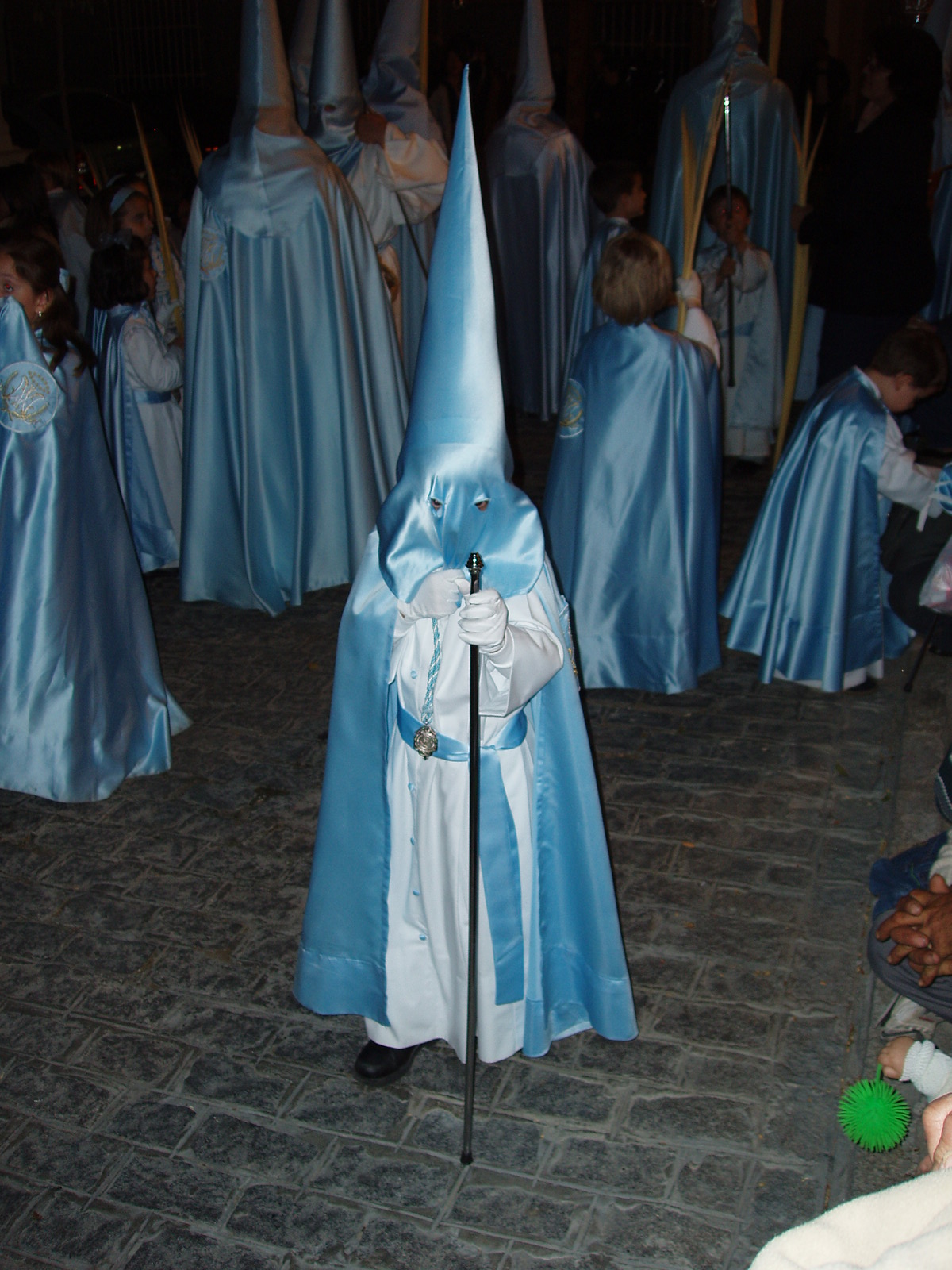
Kleiner Büßer in El Puerto de Santa María

In Andalusien gibt es in fast allen anderen Städten und kleineren Orten vergleichbare Feierlichkeiten, die oft lokale Besonderheiten aufweisen. So sind die Prozessionen in Murcia dafür bekannt, dass die Nazarener Bohnen, hartgekochte Eier und Bonbons verschenken.

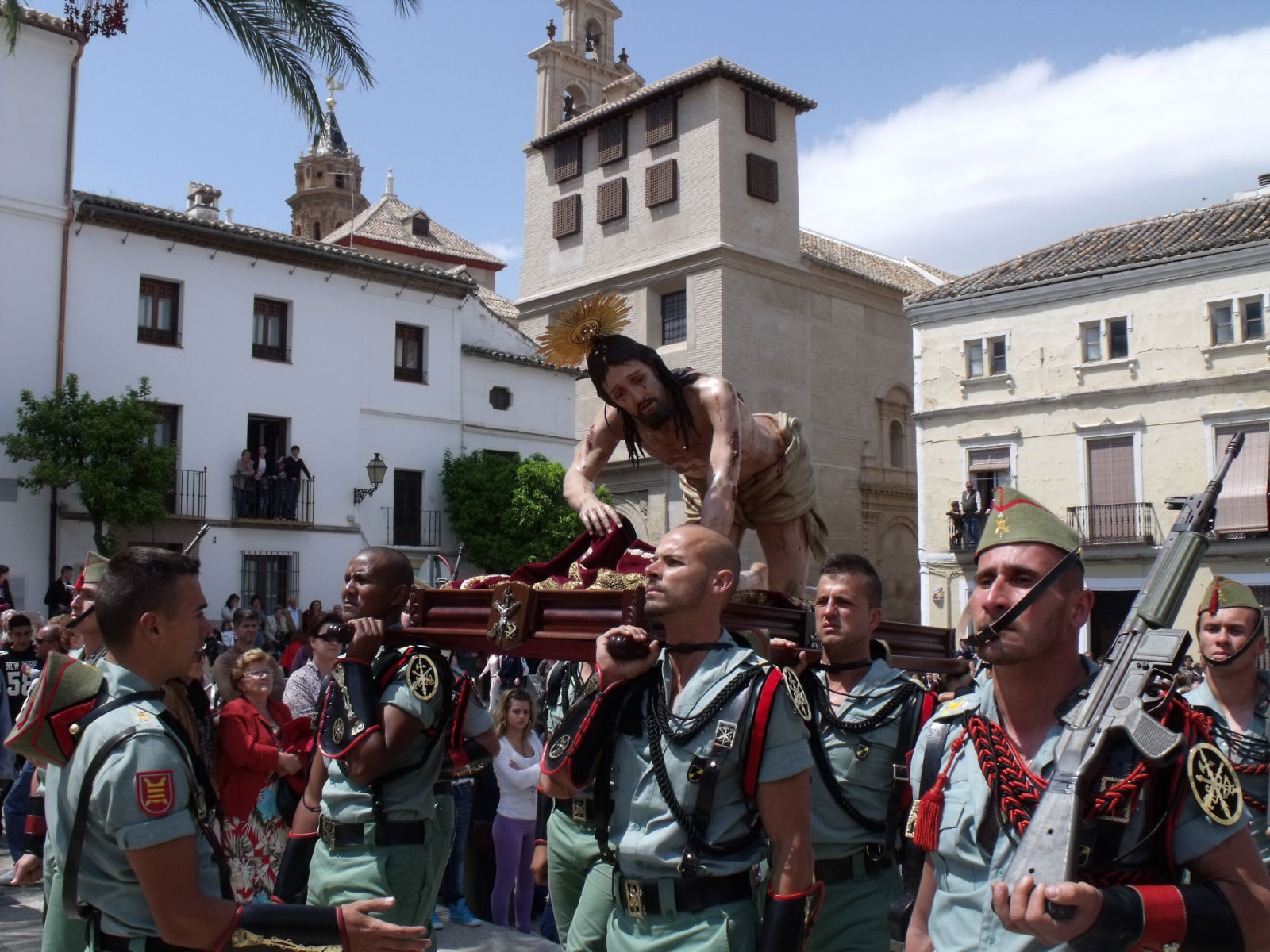
Mitglieder der Spanischen Legion mit dem Cristo de la Buena Muerte

Ein Höhepunkt der Semana Santa in Málaga ist die alljährlich am Mittwoch der Karwoche vor dem Hauptportal der Kathedrale von Málaga stattfindende Begnadigung eines Häftlings im Angesicht einer El Rico (der Prächtige) genannten Jesus-Figur. Diese Tradition hat ihren Ursprung in einem 1759 von Carlos III verliehenen Privileg, der damit das beherzte Auftreten einer Gruppe von Häftlingen während einer Seuche (möglicherweise handelt es sich um die Typhus-Epidemie von 1751) honorierte. Da der Vorschlag von Insassen des örtlichen Gefängnisses, durch eine Prozession göttlichen Beistand für die durch die Epidemie betroffene Stadt zu erbitten, von der Obrigkeit abgelehnt wurde, inszenierten sie einen Massenausbruch, in dessen Folge sich die Häftlinge der „El Rico“ genannten Christus-Figur bemächtigten, mit der sie anschließend eine Prozession durch die am stärksten betroffenen Stadtviertel durchführten. Nachdem alle Beteiligten geschlossen in ihr Gefängnis zurückgekehrt waren, kam die Epidemie kurz darauf tatsächlich zum Stillstand.
Ebenfalls in Málaga findet am Gründonnerstag (Jueves Santo) der traditionelle Aufmarsch einer Einheit der Spanischen Legion statt, die seit 1928 in Kooperation mit der örtlichen Cofradía Cristo de Mena in einer abendlichen Prozession die Statue des Cristo de la Buena Muerte (Christus des gnädigen Todes), auch als Cristo de Mena oder im Volksmund als Cristo de los legionarios bezeichnet, durch die Straßen Málagas trägt.
In Guatemala wird die Semana Santa besonders umfangreich begangen. Die Häuser werden geschmückt, Altäre aufgestellt, Andachten, Prozessionen und Trauermärsche durchgeführt. Gläubige, Bürger, Touristen und Offizielle beteiligen sich daran. Diese Tradition wurde 2022 in die UNESCO-Liste des immateriellen Kulturerbes der Menschheit aufgenommen, ebenso wie bereits 2009 die Semana-Santa-Prozessionen in Popayán, Kolumbien.

### Musik

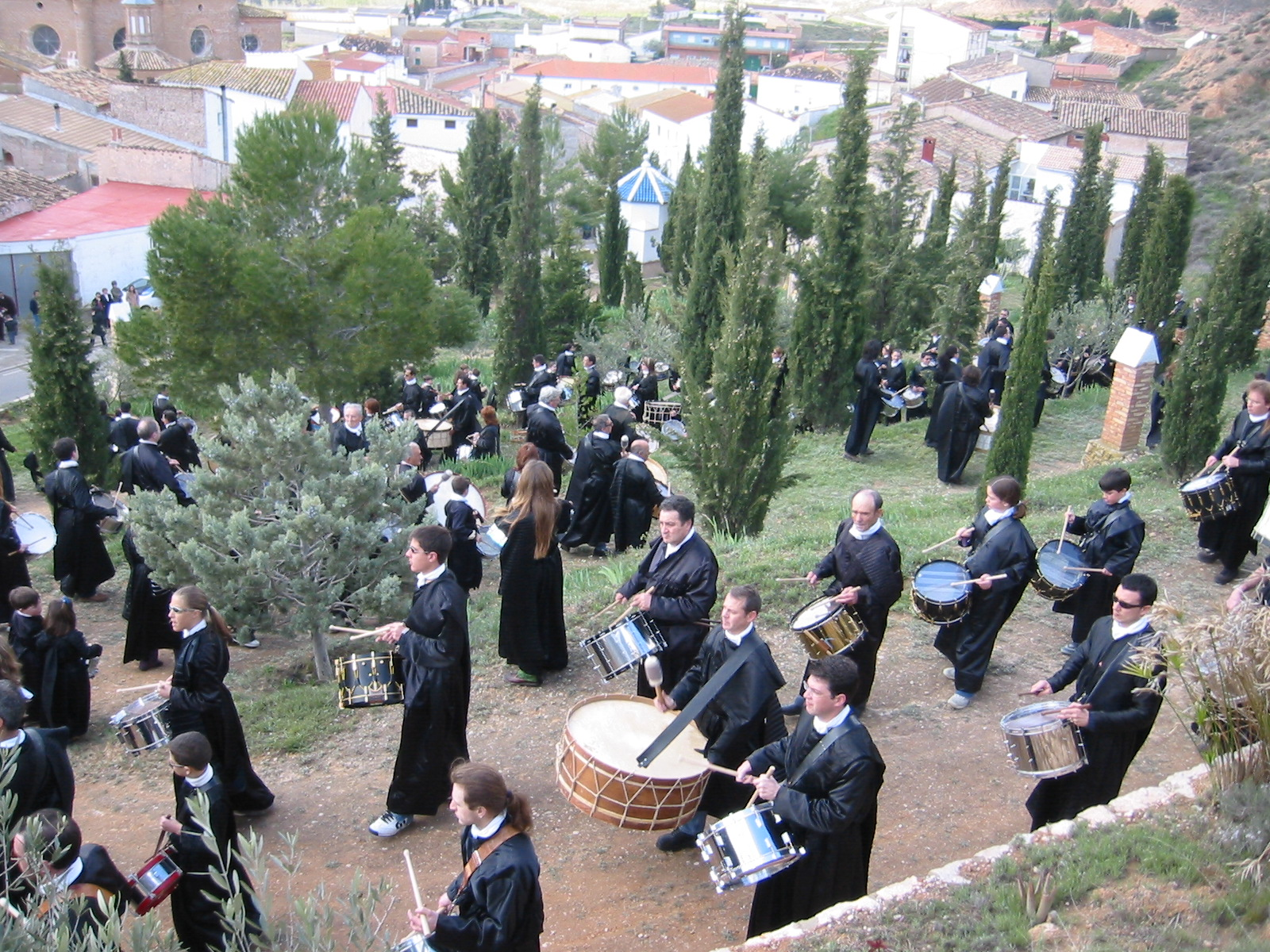
Trommelprozession in Urrea de Gaén (Aragonien)

In Andalusien werden die Prozessionen von Musikkapellen mit Trommeln und Hörnern begleitet, deren Repertoire aus eigens für diesen Anlass komponierten Trauermärschen, den marchas procesionales besteht. Zwischen den Trauermärschen werden aus den Reihen der Zuschauer Saetas dargeboten, von der Stilistik des Flamenco beeinflusste solistische Klagelieder, die meist vom Leidensweg Christi, aber auch vom Schmerz seiner in Andalusien besonders tief verehrten Mutter Maria handeln.
Auch in der Region Kastilien-León bestimmen Trommeln und Trompeten das Klangbild, die musikalische Ausgestaltung ist jedoch karger.

#### Tamboradas
Eine besondere Art der Semana Santa-Traditionen sind die Trommelprozessionen (tamboradas). Dabei treffen sich mancherorts hunderte von Trommlern (20.000 in Hellín), die Veranstaltungen können mehrere Stunden bis mehrere Tage dauern (104 Stunden in Tobarra). Es ist ein historisches Ritual, das in mehreren spanischen Regionen gebräuchlich ist, z. B. Andalusien, Aragonien, Kastilien-La Mancha, Valencia und Murcia. Im Jahr 2018 wurden die Tamboradas von der UNESCO zum immateriellen Kulturerbe der Menschheit erklärt. Besonders bekannt sind die vor allem in Niederaragonien und dem Bajo Martín abgehaltenen Trommelprozessionen auf der Ruta del Tambor y del Bombo um Alcañiz und Calanda.